# Норфок Каунти (Онтарио)
Норфок Каунти (енгл. Norfolk County) је град у Канади у покрајини Онтарио. Према резултатима пописа 2011. у граду је живело 63.175 становника.

## Становништво
Према резултатима пописа становништва из 2011. у граду је живело 63.175 становника, што је за 1,0% више у односу на попис из 2006. када је регистровано 62.563 житеља.
| 2006.  | 2011.  |
| ------ | ------ |
| 62.563 | 63.175 |